# 島根県道46号大田桜江線
島根県道46号大田桜江線（しまねけんどう46ごう おおださくらえせん）は、島根県大田市から江津市を結ぶ主要地方道（島根県道）である。

## 概要

### 路線データ
- 起点：島根県大田市大田町吉永（国道375号交点）
- 終点：島根県江津市桜江町谷住郷（国道261号交点）
- 総延長：39.4 km

## 歴史
- 1982年（昭和57年）
  - 4月1日 - 建設省（現・国土交通省）が主要地方道に指定。
  - 12月28日 - 島根県が路線認定。
- 1993年（平成5年）5月11日 - 建設省から、主要県道大田桜江線が大田桜江線として主要地方道に再指定される[1]。

## 路線状況

### 重複区間
- 島根県道31号仁摩邑南線（大田市大森町 - 大田市祖式町）
- 島根県道187号川本大家線（大田市大代町大家 - 川本町北佐木）

## 地理

### 通過する自治体
- 大田市
- 邑智郡川本町
- 江津市

### 交差する道路
| 交差する道路                                                     | 市町村名 | 市町村名 | 交差する場所                   | 交差する場所 |
| ---------------------------------------------------------------- | -------- | -------- | ------------------------------ | ------------ |
| 国道375号                                                        | 大田市   | 大田市   | 大田町吉永                     | 起点         |
| 島根県道321号久利静間線                                          | 大田市   | 大田市   | 久利町行恒                     |              |
| 島根県道289号久利五十猛停車場線                                  | 大田市   | 大田市   | 久利町久利                     |              |
| 島根県道31号仁摩邑南線 重複区間起点                              | 大田市   | 大田市   | 大森町                         |              |
| 島根県道186号美郷大森線                                          | 大田市   | 大田市   | 水上町福原                     |              |
| 島根県道31号仁摩邑南線 重複区間終点                              | 大田市   | 大田市   | 祖式町                         |              |
| 島根県道201号湯里停車場祖式線                                    | 大田市   | 大田市   | 祖式町                         |              |
| 島根県道177号大田井田江津線 島根県道187号川本大家線 重複区間起点 | 大田市   | 大田市   | 大代町大家（おおえ）           |              |
| 島根県道187号川本大家線 重複区間終点                             | 邑智郡   | 川本町   | 北佐木                         |              |
| 島根県道32号温泉津川本線                                         | 邑智郡   | 川本町   | 南佐木                         |              |
| 国道261号                                                        | 江津市   | 江津市   | 桜江町谷住郷（たにじゅうごう） | 終点         |

### 沿線にある施設など
- 石見銀山
- 江の川